# Amar Asom
Amar Asom is een Assamees dagblad in de Indiase deelstaat Assam. De krant verscheen voor het eerst op 21 april 1997 en is eigendom van G.L. Agarwalla. De broadsheet komt uit in drie edities: in Guwahati, Jorhat en North Lakhimpur. De oplage van de krant is rond de 70.000 exemplaren. De editor is Homen Borgohain (2013). 